# Wainwright, Oklahoma
Wainwright är en ort i Muskogee County i delstaten Oklahoma, USA.